# ناحیه گورو
ناحیه گورو (کره‌ای: 구로구; لاتین‌نویسی اصلاح‌شده: Guro-gu) یکی از ۲۵ نواحی سئول پایتخت کره جنوبی است که در ۱ آوریل ۱۹۸۰ از ناحیه یونگدونگپو جدا شد. این ناحیه در بخش جنوب غربی شهر، جاییکه ناحیه‌های یانگچون و گومچون قرار دارند، واقع شده‌است و دارای موقعیت مهمی به عنوان یک مسیر حمل و نقل شامل راه‌آهن و مسیرهای زمینی از سئول به سمت جنوب کشور است. خطوط راه‌آهن گیونگ‌بو و گیونگ‌این، سئول را به بوسان و اینچئون متصل می‌کنند. علاوه بر این خطوط ۱، ۲ و ۷ متروی سئول و بزرگراه‌های اصلی از ناحیه گورو می‌گذرند.